# Gérold de Genève
Gérold, parfois Géraud, Gérald (nommé parfois par erreur Gérold II), mort avant 1080, est un comte de Genève, issu très probablement de la dynastie des Rodolphiens et à l'origine de la dynastie des Genève, dits aussi Géroldiens et attesté vers le milieu du XIe siècle.

## Biographie

### Origines
Gérold de Genève (Geroldus Genevensis) — que l'on trouve mentionné sous la forme Géraud ainsi que de nombreuses formes, d'origine germanique, Geri-wald — est attesté pour la première fois en 1032. Il est considéré comme le fondateur de la maison de Genève,, tout en restant assez mal connu puisqu'il n'existe aucune description ou objet le décrivant ou encore d'acte signé.
Le juriste Édouard Secretan, dans sa Notice sur l'origine de Gérold, comte de Genève (1867), estime une naissance vers 1013. Le site Internet de généalogie Foundation for Medieval Genealogy (FMG) donne pour période de naissance approximative 1010-1020.
Son ascendance cognatique est connue à partir d'un extrait situé à la fin de la chronique de Frodoard (Flodoard), il s'agit du fragment d'une lettre adressée par Renaud de Bourgogne, comte de Port, à Gui-Geoffroi d'Aquitaine datée de [966],,, :

« Mathilde et Albérade furent filles de Gerberge; de Mathilde naquirent le roi Rodolphe et sa sœur Mathilde; d'Albérade vint Hermentrude; de Mathilde fille de Mathilde, vint Berthe; d'Hermentrude vint Agnès; de Berthe vint Gérald le Genevois; d'Agnès vint Gui »

— Chronique de Frodoard, manuscrit de Dijon, Anno DCCCCLXVI [966].
Chacun de ces personnages est historiquement identifié. Mathilde de France est la fille de Gerberge de Saxe et l'épouse du roi Conrad III le Pacifique et donc mère du roi Rodolphe III († 1032). Gérald le Genevois (Geraldus Genevensis) est dit fils de Berthe, fille de Mathilde,. Selon le médiéviste Laurent Ripart, le prénom Berthe est « l'un des principaux anthroponymes féminins de la famille royale de Bourgogne ». Gérold est ainsi un descendant des Rodolphiens par les femmes, petit-neveu de Rodolphe III, dernier roi de Bourgogne. Les historiens des XVIIe et XVIIIe siècles ont cru un temps qu'il pouvait s'agir d'une Berthe de Flandres, hypothétique fille du comte Baudouin de Flandres, comme Samuel Guichenon (1660).
Le nom de son père est par contre inconnu,. Certains historiens des XVIIe et XVIIIe siècles ont avancé que son père pouvait être un autre Gérold — mentionné dans certaines généalogies comme Gérold Ier —, notamment Gilbert-Charles Le Gendre (1739). Guichenon (1660) donnait quant à lui un certain comte Aymon, fils du comte Albert. Secretan (1867) énonce une autre hypothèse où il serait le fils d'Eberhard, lui-même fils d'Eberhard comte de Nordgau, de la famille d'Eguisheim, le faisant ainsi cousin germain du pape Léon IX. Le médiéviste François Demotz semble partisan de cette hypothèse. Le site FMG indique pour sa part que Conrad/Conon fils du comte de Genève, Robert, pourrait être l'époux de Berthe.
Il aurait un frère, Conon Ier, évêque de Maurienne,. Aymon [I], fils et successeur de Gérold, est mentionné dans un acte, non clairement daté, comme un neveu de Conon, selon le chanoine Angley (1846). Une autre hypothèse mentionnerait l'évêque comme fils de Gérold. Le site FMG indique une troisième hypothèse où Conon serait le fils d'Aymon [I].

### Règne
Gérold semble avoir été installé par le roi Rodolphe III, mais il n'existe aucun acte du roi le mentionnant.
En 1032, durant le conflit de succession à la mort du roi Rodolphe III, deux camps s'opposent. Le comte Gérold fait appel à Eudes II de Blois, comte de Champagne, contre l'empereur du Saint-Empire Conrad II, dit Le Salique, duc de Franconie, qui hérite de la couronne. Deux documents de cette période le qualifie de « prince de la région de Genève » et le second de « bourguignon »,.
Le comte de Genève, soutenu par l'archevêque de Lyon, Buchard, est défait à proximité de la ville de Genève en 1034 par le comte Humbert,. Le comte Humbert est le père de l'archevêque.
En 1034, l'empereur Conrad II le Salique doit intervenir contre le comte de Champagne et en passant par Genève impose son autorité au comte Gérold. Il sera proclamé de Bourgogne cette même année dans la cité lémanique, après avoir reçu l'hommage des différents grands de l'Empire. Toutefois Gérold se soulève à nouveau contre l'empereur avec Renaud Ier, comte de Bourgogne, en 1044. Ils sont battus par le comte Louis de Montbéliard et se soumettent l'année suivante à l'empereur Henri III.
Gérold est mentionné comme donnant, en 1061, son consentement pour une donation de son fils, Conon, de l'église de la paroisse de Saint-Marcel, dans l'Albanais, à l'abbaye d'Ainay. Les Annales de Saint-Gall mentionnent également qu'en 1064, « “Rudolfus dux” attaqua “Burgundiones” et chassa “sui sororini...rebellis Geroldi” de Genève » ; il s'agit là de la dernière mention connue de Gérold dans les sources d'époque.
Sa mort n'est pas connue, mais il semble avoir disparu à partir de la dernière mention de 1064-1065 et celle où est mentionnée son second fils, Aymon/Aimon, à la tête du comté en 1080,,.

## Famille
Gérold aurait épousé deux femmes. Ainsi Duparc (1955, 1978) remarque que « bien d'autres points restent obscurs dans la biographie du premier comte de Genève : sur son mariage, ou ses mariages… ». Sa première épouse, vers 1040, serait Gisèle, dite de Bourgogne, selon notamment Samuel Guichenon (1660) ou Édouard Secretan (1867).
Veuf, il aurait épousé ensuite, vers 1060-1061, Tetberge/Thetberge/Thietburge (Tetburga). Son origine n'est pas connue. Pour certains auteurs, elle pourrait être la fille de Rodolphe de Rheinfelden,,, duc de Souabe et Thetberge. L'historien Luther (2016), dans un tableau généalogique des Humbertiens, la présente comme fille d'Amédée Ier, comte en Maurienne et des Belleysans. Elle est également donnée pour veuve de Louis de Faucigny,,.
De ces mariages, il aurait eu trois enfants,.
Selon les auteurs, Jeanne (v. 1050 - v. 1095), naît du premier lit. Elle épouse le comte Amédée II de Maurienne.
Pour les fils, la filiation maternelle n'est pas toujours clairement identifiée :
- Conon/Conrad/Cono[6] (avant 1080)[29]. Cet aîné est dit issu du premier lit, notamment par Secretan (1867)[28] ou encore Rippart (1999), tandis que Duparc le dit probablement issu du second[22] ;
- Aymon/Aimon, est issu du second lit. Il devient comte de Genève (1070-1128).

Le second mariage avec Tetberge/Thetberge/Thietburge, fait que ces enfants ont pour demi-frères l'évêque de Genève, Guy et le seigneur Guillaume de Faucigny,,.